# Voie Libre
Voie Libre (abrégé en VL) est une revue française fondée en novembre 1994 appartenant au groupe LR Presse, traitant des thèmes autour des chemins de fer secondaires, réels ou miniatures.

## Histoire
Elle apparaissait dans un premier temps comme encart dans Loco Revue, cinq fois par an, avant de connaître une publication trimestrielle indépendante en octobre 1997, uniquement sur abonnement.
Après la mise en place d'une distribution hors-abonnement, Voie Libre passe en 2006 à une parution bimestrielle. Elle comporte actuellement 68 pages, hors numéros spéciaux, au format A4.

## Contenu
Normalement, Voie Libre, a des articles qui comportent plusieurs thèmes :
- Réseaux : description de plusieurs réseaux modèles à voie étroite ;
- Comment faire : des améliorations, des constructions de kits, ou intégrale de matériel réduit ou des bâtiments ;
- Projet de réseau : description avec des plans de futurs réseaux ;
- Une revue du marché ;
- Une traduction en anglais, à destination des amateurs non-francophones de voies étroites, disponible en encart dans les premiers numéros, est disponible sur le site de la revue.

## Numéros spéciaux
- nº 50, octobre-novembre 2008, 84 pages, sorti à l'occasion du numéro 50

## Liens
- Voie Libre
- LR Presse